# Siren (geslacht)
Siren is een geslacht van salamanders uit de familie sirenen (Sirenidae). De groep werd voor het eerst wetenschappelijk beschreven door Abraham Österdam in 1766. Later werd de wetenschappelijke naam Syren gebruikt.
Er zijn twee soorten die voorkomen in de Verenigde Staten en noordelijk Mexico.

## Soorten
Geslacht Siren
- Soort Siren intermedia – Kleine sirene
- Soort Siren lacertina – Grote sirene